# سیارک ۲۳۲۴۹
سیارک ۲۳۲۴۹ (به انگلیسی: 23249 Liaoyenting، نامگذاری:2000WJ179) بیست و سه هزار و دویست و چهل و نهمین سیارک کشف شده‌است که در ۲۶ نوامبر ۲۰۰۰ کشف شد.
قدر مطلق سیارک برابر ۱۰.۷ است.